# PB Swiss Tools
Die PB Swiss Tools AG ist ein schweizerischer Werkzeughersteller.
1878 wurde das Unternehmen als Dorfschmiede von Wasen im Emmental gegründet. 1916 wandelte Paul Baumann es in die PB Baumann GmbH um. 1940 wurden erstmals Schraubenzieher und 1967 erstmals Innensechskantschlüssel mit Rundkopf hergestellt. 1978 trat Max Baumann in das Unternehmen ein. Seit 2011 fertigt das Unternehmen auch Medizinalprodukte. 2011 verliessen die Werke in Wasen und Sumiswald 12 Millionen Stück Werkzeug. Mehr als 66 Prozent werden exportiert.
PB Swiss Tools produziert derzeit exklusiv in der Schweiz. Als Reaktion auf die hohen Lohnkosten ist die Produktion hochautomatisiert.

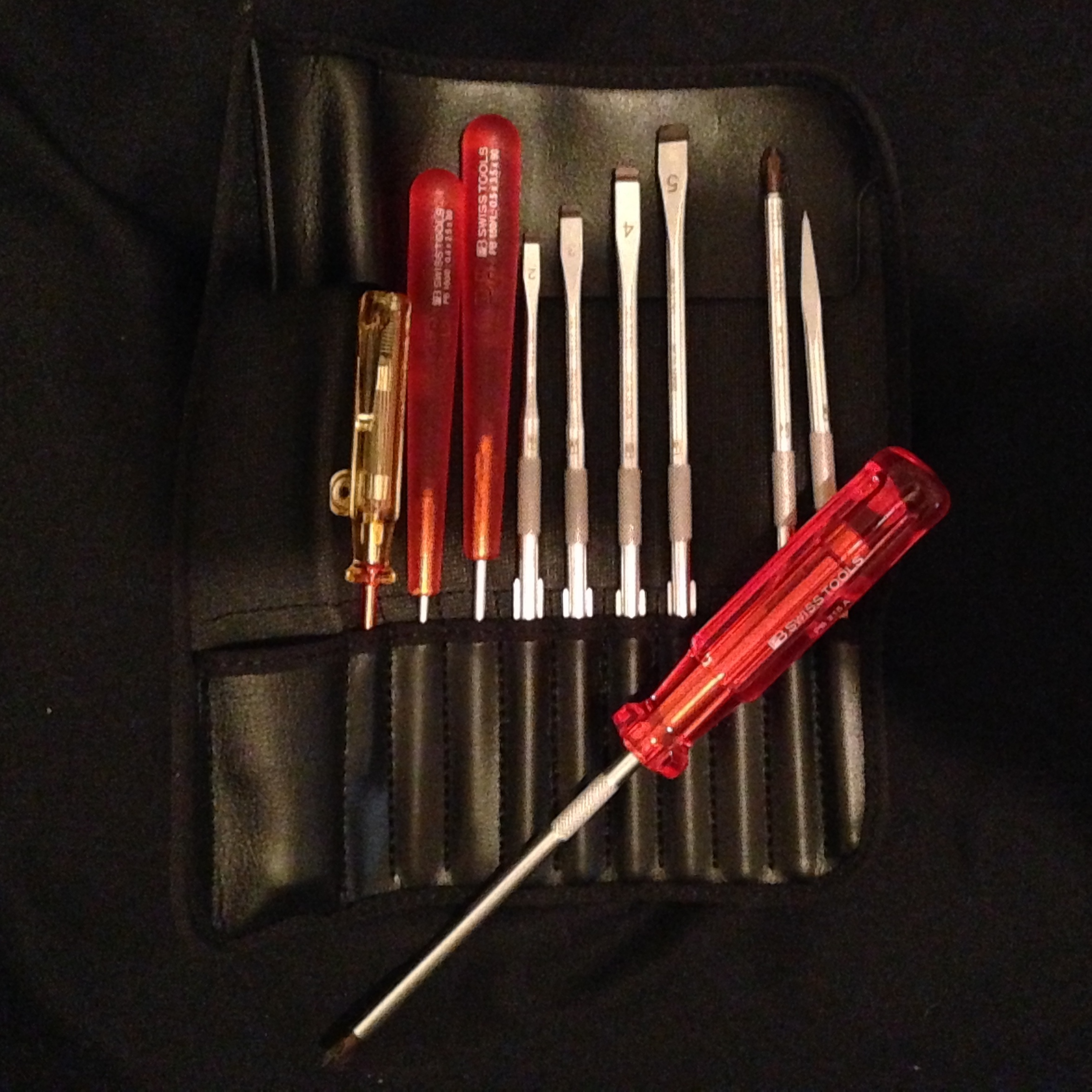
Schraubenziehersatz
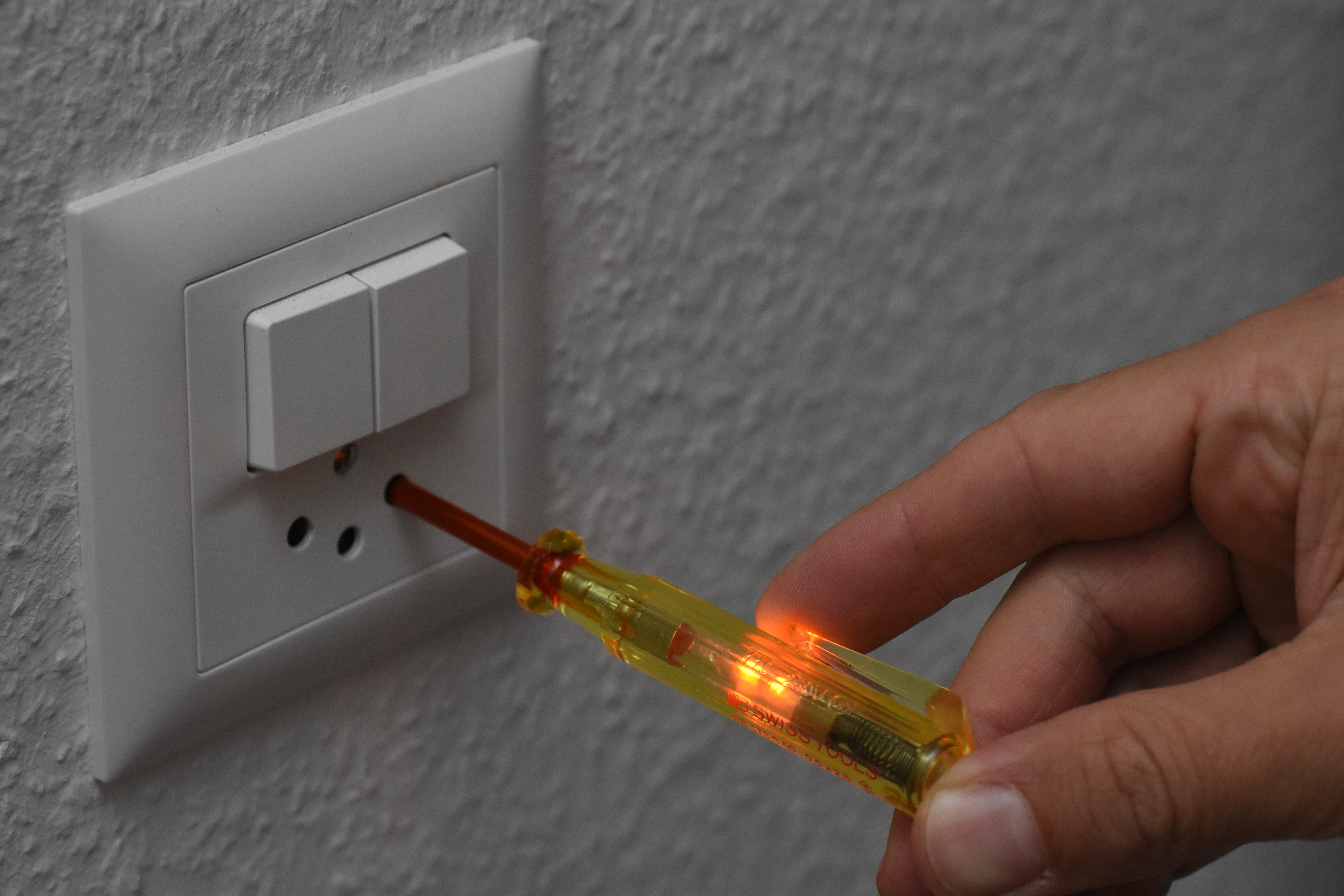
Phasenprüfer
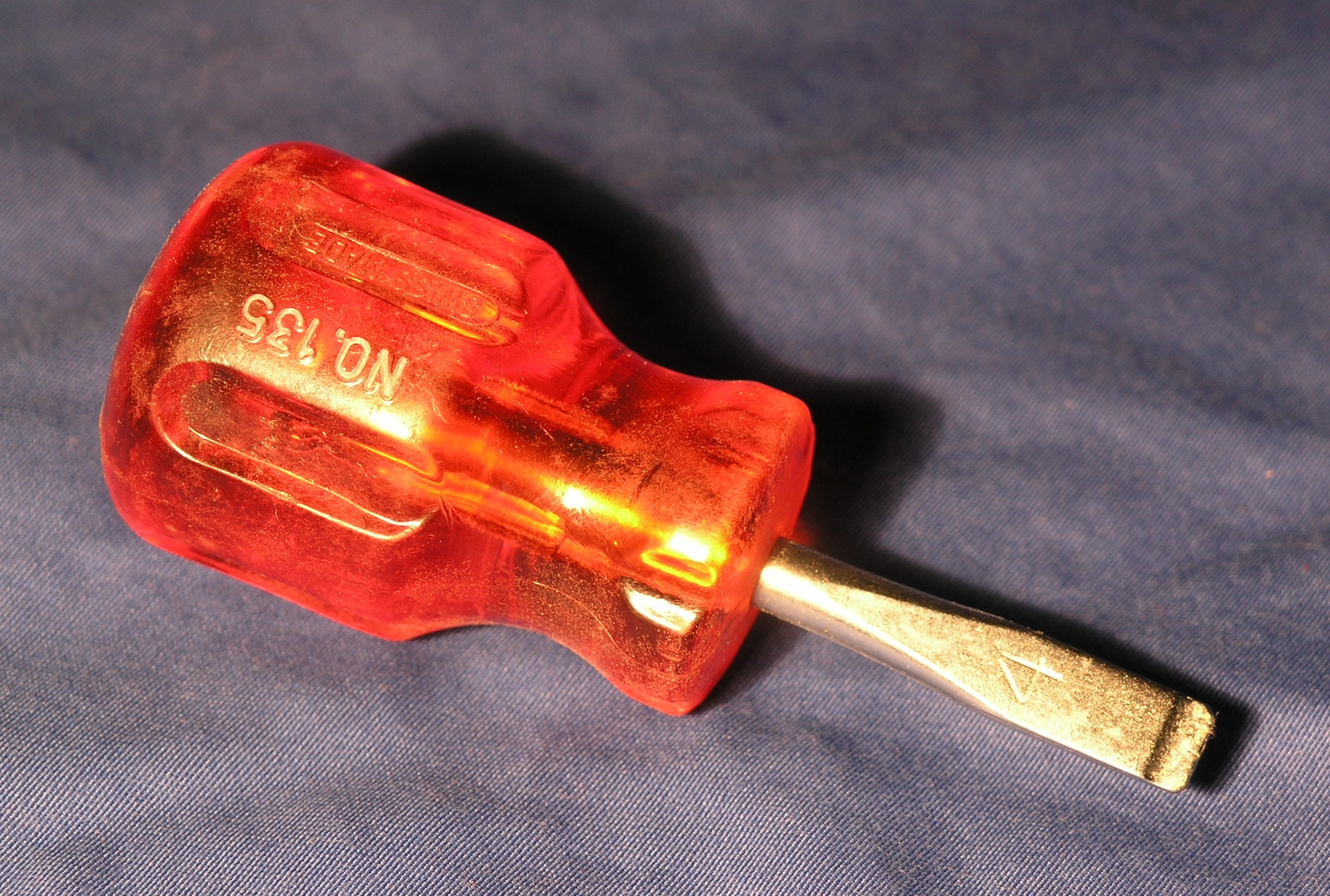
Schraubenzieher mit kurzem Griff

## Fussnoten
1. ↑  2015 12 10 Maerkte Meinungen Interview. Abgerufen am 8. Juni 2021.
2. ↑  PB SWISS TOOLS: History. PB Swiss Tools, 28. Januar 2014, abgerufen am 26. September 2017.
3. ↑  Portrait. Abgerufen am 27. Mai 2021.
4. ↑  Swiss-Tools-Chefin Eva Jaisli über China, Exporte und Roboter. Abgerufen am 28. Mai 2021.